# 深圳地铁9号线
深圳地铁9号线，曾称梅林線，是深圳地铁的一条營運中的线路。线路代表色为泥灰色，线路起自文锦站，止于前灣站，全长36.18公里，共设32座车站，其中15座换乘站，全部为地下线路。9号线共分两期建设。9号线一期工程于2012年动工，2016年10月28日开通试运营。9号线二期（西延线）工程于2015年动工，2019年11月26日，9号线二期（西延线）在高新南站举行“三权移交”仪式，已于2019年12月8日开通试运营。一期工程起点位于文锦站，止于红树湾南站，全长25.39公里，设车站22座，其中10座为换乘站，在红树湾南站、孖岭站设与11号线、10号线联络线各1条；二期工程起点位于红树湾南站，与既有一期工程接轨，终点位于前灣站，全长10.79公里，设车站10座，其中5座换乘站，在南油站设与12号线联络线各1条。
9号线全线设笔架山停车场、侨城东车辆段各一座，配备有51列列车，列车由中车长春轨道客车股份有限公司制造。9号线经过文锦、向西村、蔡屋围、红岭、八卦岭、梅林、景田、车公庙、红树林、科技園、深圳大学、南油、前海等片区，是联系特区内主要居住区与就业区的局域线。
9號線是深圳地鐵網絡中全線在地底行走暨全線位於原深圳經濟特區一線關範圍內的地鐵線路，但遠期規劃9號線將西延伸至寶安區。

## 历史

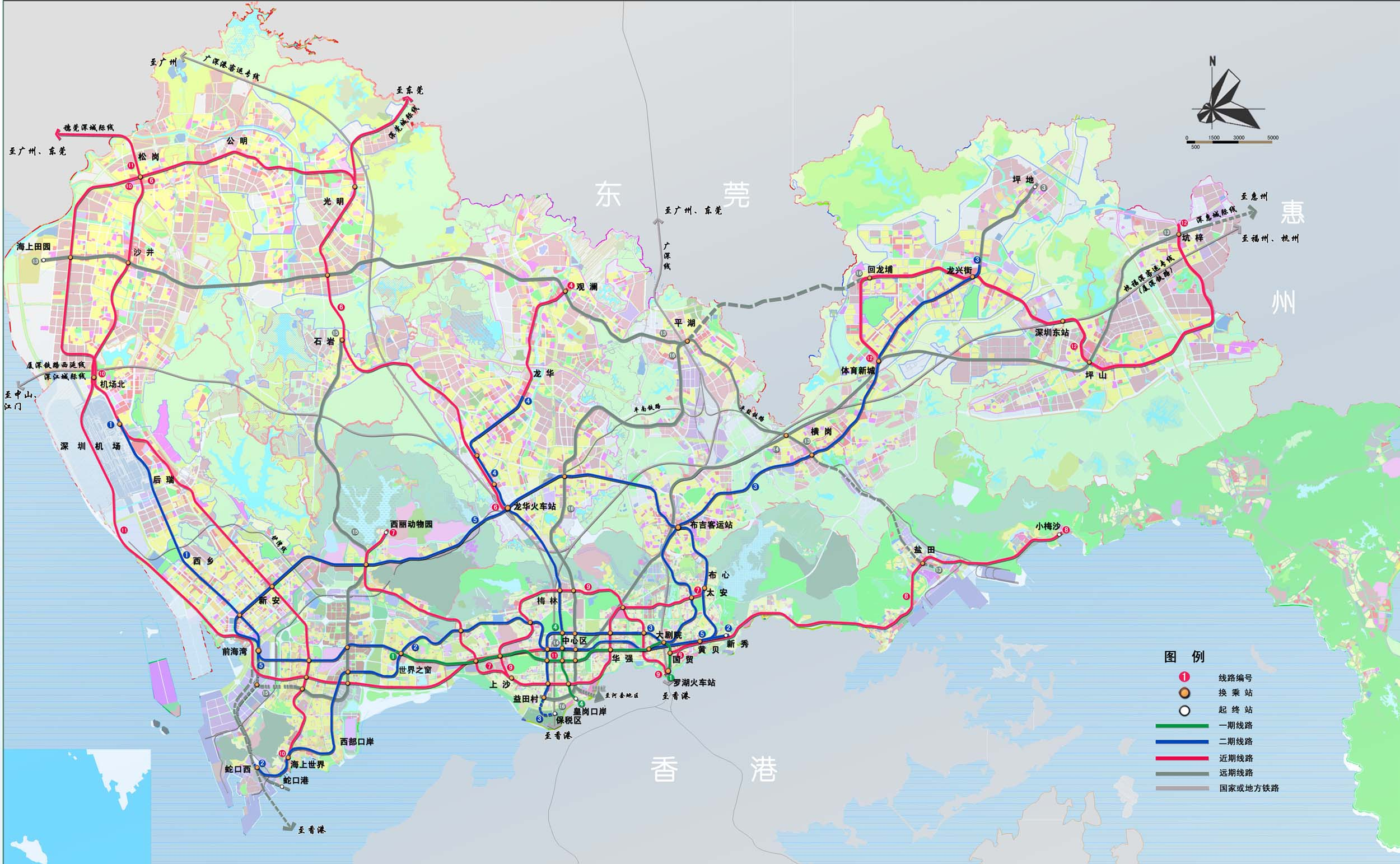
2007年编制的《深圳市轨道交通规划》

9号线之规划于2007年在《深圳市城市轨道交通建设规划（2011～2020）》中首次公开发布。该规划方案提出9号线始于罗湖站，止于上沙站，全长约17.8公里，设站17座。线路呈半环形，因此当时命名为“内环线”。9号线在上沙站和八卦岭站与深圳地铁7号线换乘，两线在的上沙站和八卦岭站之间部分共同形成一个包围深圳市中心区的大环。在2011年5月修改通过的《深圳市城市轨道交通近期建设规划（2010-2016）》中，9号线线路走向和车站都进行了较大修改，并成为目前实施的规划。修改之处包括：
1. 线路向西延伸至深湾站，向东延伸至文锦站，不再经过原方案的两个终点。线路长度和车站数目都有所增加。
2. 原方案在八卦岭站与7号线换乘，改为在红岭北站换乘。
3. 预留远期向西延伸至前海，向东延伸至莲塘的条件。

9号线原由深圳市地鐵三号线投资有限公司负责建设和运营。2011年4月，三号线公司被深圳市地铁集团有限公司兼并，9号线的建设由地铁集团接手。9号线于2012年开工，计划于2014年7月完成车站土建主体、2015年3月全线隧道贯通、2016年9月建成开始试运行，2016年12月开通试运营。
9号线在早期规划时被命名为内环线，但线路为半环形，并非真正的环线。现规划的线路走向为“几”字型，已完全不是环形，线路名称容易使乘客产生误解。此外，9号线的名称与深圳地铁的另一条线路——环中线（5号线）名称相似，亦有使乘客混淆两条线路之可能。在2011年12月发布的《深圳市轨道交通三期工程西丽线、梅林线、机场线站点名称方案公示》中，9号线由于线路走向调整的原因，更名为“梅林线”。2013年，深圳地铁决定线路命名统一采用数字，最终仍采用“9号线”的名称。
在深圳地铁三期工程开工后一年也就是2014年，深圳市政府向国家发改委上报了深圳地铁三期建设规划调整方案，调整后9号线将增加西延线，起于红树湾南站，终点位于前海合作区，全长10.7公里。2015年9月，作为前海合作区市政配套项目，位于前海合作区内的前海路站、临海路站、振海路站先行动工，2015年12月9号线西延段全面动工。
2015年10月30日上午，9号线一期工程实现轨通，为全线通车奠定了基础。
2019年12月8日，9号线二期开通。9号线二期开通后，深圳地铁运营里程突破300公里，达到303.4公里。
2021年12月8日，9号线工程获得中国施工企业管理协会评选的2020-2021年度国家优质工程奖金奖。
9号线全线通車後，已通车的线路中，只有4號線和11号线沒有相互換乘站，但在未来规划中，11号线将会延长至红岭南与9号线换乘，远期红岭南站与大剧院站连通实现1、2、5、9、11号线五線站内换乘。

## 线路数据
- 全长：36.18公里
- 车站数：32
- 最大站间距：3394m；最小站间距：542m。
- 地下区间：全线
- 列车：6节A型车
- 供电：直流1500 V接触网。
- 车辆段：侨城东车辆段、笔架山停车场
- 远期高峰小时单向最大断面客流量：4.03万人次/h
- 投资：275亿元人民币[8]

## 线路走向及车站设置

### 一期工程
9号线起始于文锦南路与春风路交叉口的文锦站，设站后折返线、存车线各一条；之后线路沿春风路布置，左、右线逐渐变为重叠，在与东门南路交叉口设向西村站，该站为叠式站台；出向西村站之后，左、右线再次变为平行，下穿1号线之后，在春风高架桥底，人民南路旁设人民南站；之后线路依次下穿广深铁路、布吉河之后，在滨河大道与宝安南路交叉口西侧设鹿丹村站，该站有规划春风隧道下穿；之后线路以400m的曲线转弯半径转向红岭路，在与深南大道交界处设红岭南站；之后线路沿红岭路布置，在红岭红荔路口设红岭站，与3号线换乘，在红岭笋岗路口设园岭站，在八卦三路路口设红岭北站，与7号线十字换乘；线路逐渐向西，进入泥岗村，在泥岗文化广场北侧设泥岗站，之后线路逐渐并入北环大道，在银湖汽车站南侧设银湖站，该站与6号线换乘，在站后设出 入场线与笔架山停车场相连，出银湖站后，线路下穿建设中的坂银通道，逐渐并入梅林路，在梅林彩田路口设孖岭站，与10号线通道换乘，并且该站设笔架山停车场出入线以及与10号线的联络线；在中康路路口东侧设上梅林站与4号线通道换乘；在梅村路路口西侧设梅村站,在梅丽路口东侧设下梅林站，在梅林一街路口设梅景站；之后线路下穿北环大道，进入景田路，在莲花路口设景田站与2号线十字换乘；之后线路转向红荔西路，在香梅路口设香梅站，之后线路渐渐转向香蜜湖路，在深南香蜜湖立交西侧设车公庙站与7号线同台反向换乘，与1号线、11号线通道换乘；线路再次转向西侧，并入滨海大道，在泰然九路路口设下沙站;之后下穿竹子林立交，沿滨海大道西行，在滨海医院西南侧、深湾六路与滨海大道交叉口设深圳湾公园站，该站设两条出入线连接侨城东车辆段；之后线路下穿欢乐海岸，于深湾四路交叉口设深湾站，在白石四路与深湾二路交叉口北侧设红树湾南站，与11号线同台同向换乘并且设有与11号线的联络线。
值得一提的是，红岭南站离大剧院站相近。但因为未设立换乘通道，所以经红岭南站换乘1号线和2号线所属的大剧院站，需要出站换乘

### 二期工程
线路自既有红树湾站引出后，下穿沙河高尔夫球场及大沙河，逐渐与白石路平行，在白石路中偏向南侧，沙河至白石立交西侧设高新南站,该站与规划中的15號線呈长通道换乘；之后继续向西，在白石路与科苑南路交叉口设粵海門站，设站前单渡线一条，与13號線呈T型節點换乘；在白石路与学府路路口设深大南站，线路沿西南方向下穿滨海大道，转入南海大道敷设，在南海大道与海德二道交叉口设南山書城站，该站设站后存车线、折返线各一条；在南海大道与登良路交叉口设南油站，该站与12号线同台平行順向换乘，并设双线联络线；经南油站后转向西沿东滨路敷设，在东滨路与南光路路口设南油西站，在东滨路与南新路交叉口设荔林站，之后继续沿西北进入前海合作区，在怡海大道东侧设怡海站，在梦海大道设夢海站与深惠城际线换乘，在听海大道西侧设前灣站与5号线换乘设站前渡線及站后折返线。

### 南海大道支線工程
為滿足南海大道一帶的交通需求，減輕該區的交通壓力，12号线的南油至海上世界段以9號綫南海大道支綫名义在2016年動工興建。支綫由南油站起沿南海大道向南伸延，設四海站、工業六路站及海上世界站，全長约3.63公里，其中海上世界站為2號綫轉乘站，而四海站將規劃為15號綫轉乘站。现由于12号线其余部分已开工，本段开通后将直接作为深圳地铁12号线的一部分运营管理。

## 车厂

### 笔架山停车场
笔架山停车场位于深圳市笔架山公园西侧，西临皇岗路，南临笋岗西路，东临福田河，主体为地下停车场，停车场南北长725米，东西最宽达118米，总建筑面积为73340.5平方米，停车场设两条出入线分别与孖岭站及银湖站相接，主要承担9号线列车的停放及检修工作。
笔架山停车场主要由运用库及检修库组成。运用库主要包括停车列检区、三月检/双周检区和运转综合用房，停车列检线11条，按照1线两位设计共可停放22列位；洗车机库一处：洗车线按往复贯通式布置，设置在入段线一侧，其有效长为洗车设备前后各 1 列车长； 工程车停放库一处，设有停放线一条；综合用房；污水处理站一处。
2015年12月，9号线二期工程（西延线）开始建设，为了满足西延线开通后客流出行的需要，9号线将新增19列列车，由于南山、前海片区用地紧张，无建设新停车场或车辆段的可能，因此笔架山停车场将进行扩建，扩建部分主体南北长576.1米，标准段东西宽111.2米，总建筑面积37,133.2平方米，主要由运用库、工程车停放区、司机休息区等组成，扩建后笔架山停车场整体列车停放能力将增加18列位。

### 侨城东车辆段
侨城东车辆段位于深圳市侨城东路、白石路、红树林路、滨海大道围成的地块内，北临1号线竹子林车辆段，南侧为深圳红树林自然保护区，占地面积约22.8公顷。车辆段设有两条出入线链接深圳湾公园站，是9号线列车运营、整备、检修的重要枢纽，并包含一座主变电站。
侨城东车辆段主要由运用库、联合检修库组成，并同时承担7号线列车的大、架修任务。停车列检32列位，周月检3列位，大、架修2列位，定、临修各1列位；设有一处洗车库，洗车线设置在出入段线一侧并与出入段线相连，其有效长为洗车设备前后各 1 列车长；车辆段北侧设有试车线一条，长940米，东端位于运用库上盖下方；设有工程车停放库一处，位于出入线与联合检修库之间；联合检修库与出入线之间设有维修综合楼、杂品库、小汽车库、蓄电池室、污水处理站、接触网培训/信号培训操作场等。

## 列车
2014年，深圳地铁集团向中国北车长春轨道客车股份有限公司采购70列A型列车（合计420辆），以供未来7号线和9号线使用，其中7号线使用41列，9号线使用29列（地铁内部型号為 09A2906長，车组号范围 901-929）。2015年12月28日，9号线首列列车（901）抵达侨城东车辆段，将以每个月2列列车的速度接车调试，到2016年9号线开通时将有17列列车承担运营初期的载客任务，发车间隔为6-8分钟/班。
及後，深圳地铁再向長客訂購第二批列车（地铁内部型号為 09A2206長，车组号范围 930-951），以應对9號線西延段的客流增长需求。首列增購列車於2019年3月16至24日間從長春以甲種運送方式運抵深圳西麗站，並由平板車轉至僑城東車輛段。
9号线列车相较于往期列车主要有如下优点：
1. 深圳地铁往期的列车采用的是定频空调，列车空调温度忽高忽低，民众抱怨声一片。本次新车采用的是变频空调，可自动根据车上客流的多少自动调节档位，实现“人多多吹风，人少少吹风”的节能目的，采用变频空调机组之后，列车整体的节能效率可达15%-20%，舒适度将大大提升。[24]
2. 本次列车采用了空气净化装置，可对车厢的空气进行紫外线杀菌消毒处理，深圳地铁9号线车辆项目经理指出：“在列车遇到有类似SARS这样的病毒时，列车本身可以自行消毒，有自清的功能。”[24]
3. 由于9号线下穿众多居民区，周边噪声敏感，9号线的轨道大幅采用减震垫以减少噪音，列车车轮采用降噪阻尼环，司机室门采用电动塞拉门，对列车空调机组特殊降噪处理等一系列措施，提升了列车整体的降噪能力，比二期工程列车低大概3-4分贝。[24]
4. 采用无触点逻辑控制方式；车辆电路采用无触点逻辑控制方式（LCU），此技术在全国地铁列车尚属首次大范围使用。该技术解决了传统车辆电路继电器有触点控制存在的单点失效隐患，提高了车辆控制的可靠性及冗余性。

| 车厢编号/車種 | 駕駛室 | 電動機 | 集電弓   |
| ------------- | ------ | ------ | -------- |
| 9xx1/Tc       | O      | X      | X        |
| 9xx2/Mp       | X      | O      | O/（II） |
| 9xx3/M        | X      | O      | X        |
| 9xx4/M        | X      | O      | X        |
| 9xx5/Mp       | X      | O      | O/（II） |
| 9xx6/Tc       | O      | X      | X        |

| 車廂編號            | 車廂編號   | 1                                            | 2                                               | 3                                               | 4                                               | 5                                               | 6                                            |
| 集電弓              | 集電弓     |                                              | >                                               |                                                 |                                                 | <                                               |                                              |
| 形式區分            | 形式區分   | 9**1 (Tc)                                    | 9**2 (Mp)                                       | 9**3 (M)                                        | 9**4 (M)                                        | 9**5 (Mp)                                       | 9**6 (Tc)                                    |
| 牵引电机            | 一期列车   |                                              | 中车株洲电机制 YQ-210 210 kW × 4台              | 中车株洲电机制 YQ-210 210 kW × 4台              | 中车株洲电机制 YQ-210 210 kW × 4台              | 中车株洲电机制 YQ-210 210 kW × 4台              |                                              |
| 牵引电机            | 二期列车   |                                              | 英威腾电气制 IMA190-02 190 kW × 4台             | 英威腾电气制 IMA190-02 190 kW × 4台             | 英威腾电气制 IMA190-02 190 kW × 4台             | 英威腾电气制 IMA190-02 190 kW × 4台             |                                              |
| 牵引逆变器 辅助电源 | 一期列车   | 株洲中车时代电气制 t Power-AI5 (JR3) 160 kVA | 株洲中车时代电气制 t Power-TN3 (JP3) 1C4M × 1群 | 株洲中车时代电气制 t Power-TN3 (JP3) 1C4M × 1群 | 株洲中车时代电气制 t Power-TN3 (JP3) 1C4M × 1群 | 株洲中车时代电气制 t Power-TN3 (JP3) 1C4M × 1群 | 株洲中车时代电气制 t Power-AI5 (JR3) 160 kVA |
| 牵引逆变器 辅助电源 | 二期列车   | 英威腾电气制 ICA52-01A 240 kVA               | 英威腾电气制 ICT52-01B 1C4M × 1群               | 英威腾电气制 ICT52-01B 1C4M × 1群               | 英威腾电气制 ICT52-01B 1C4M × 1群               | 英威腾电气制 ICT52-01B 1C4M × 1群               | 英威腾电气制 ICA52-01A 240 kVA               |
| 动力单元            | 动力单元   | 单元1                                        | 单元1                                           | 单元1                                           | 单元2                                           | 单元2                                           | 单元2                                        |
| 車輛重量            | 車輛重量   | 36.5 t                                       | 39 t                                            | 39 t                                            | 39 t                                            | 39 t                                            | 36.5 t                                       |
| 定员載客量          | 定员載客量 | 310 人                                       | 310 人                                          | 310 人                                          | 310 人                                          | 310 人                                          | 310 人                                       |

| |          |                |
| 往前湾（下行） | 列车编组 | 往文锦（上行） |
| |          |                |
| - （I）9xx1（II）-（I）9xx2（II）-（I）9xx3（II）-（II）9xx4（I）-（II）9xx5（I）-（II）9xx6（I） - （I）9xx6（II）-（I）9xx5（II）-（I）9xx4（II）-（II）9xx3（I）-（II）9xx2（I）-（II）9xx1（I） 備註 1. （I）、（II）为列车端位，(I)端为所在车厢离最近驾驶室的一端，(II)端则为另一个驾驶室的端头。 2. 由于笔架山停车场的出入段线为八字线，所以列车编组方式将会有所不同。 |          |                |

本綫其中一列列車名為9號濱海夢想專列，車廂以海濱為裝飾主題，附以各種富夢想的字句。

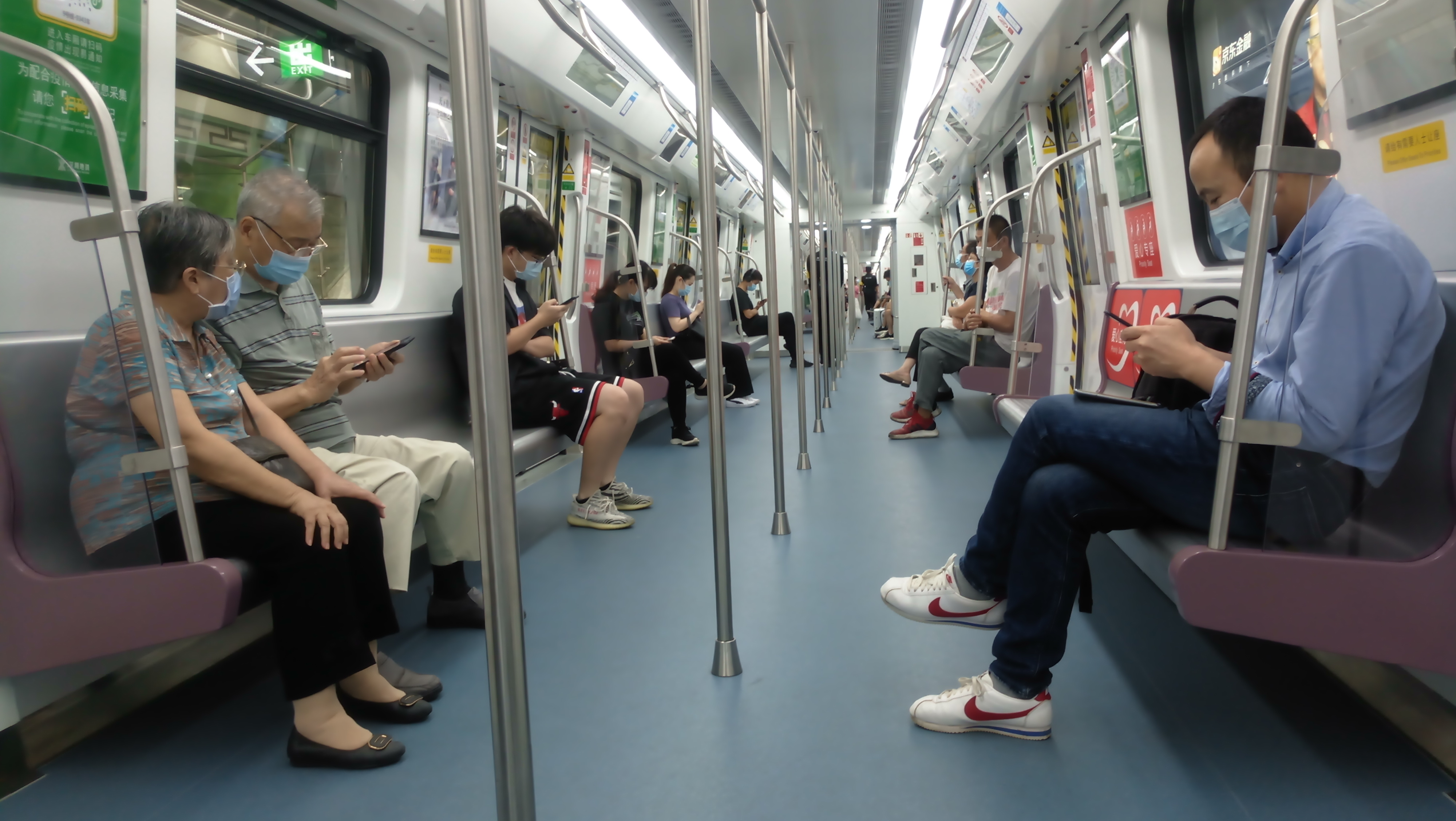
深圳地铁9号线9343车厢内景
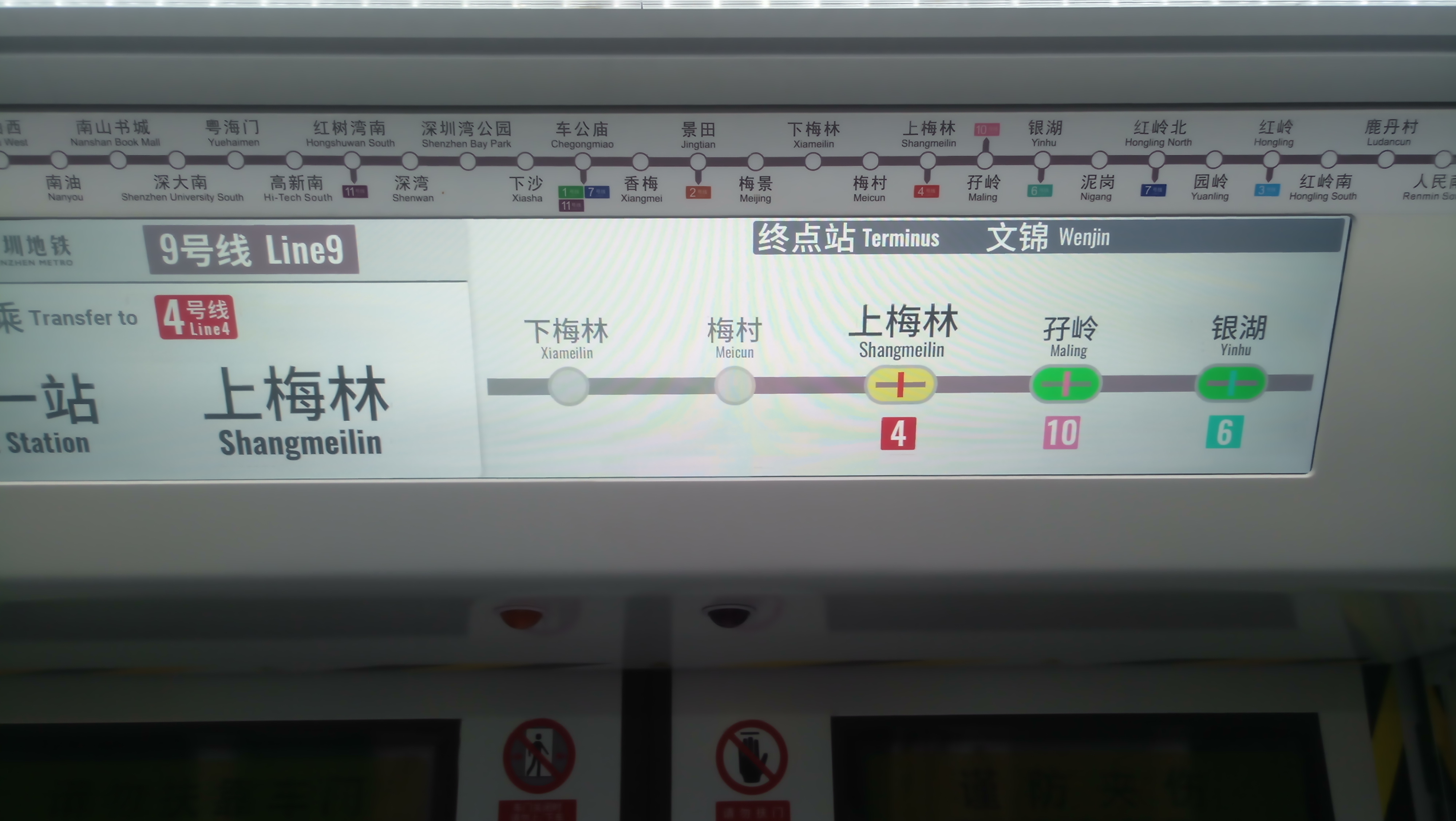
深圳地铁9号线列车报站显示屏，拍摄时处于梅村-上梅林区间

## 車站及接駁路線
| 车站名称[1] | 英文名称                  | 所在区域                        | 启用日期       | 接驳线路[2]                                                     | 月台类型         |
| --- | ------------------------- | ------------------------------- | -------------- | --------------------------------------------------------------- | ---------------- |
| 9号线三期 |                           |                                 |                |                                                                 |                  |
| 宝安公园 | 未知                      | 宝安区                          | 规划中         | █15号线                                                         | 未知             |
| 上川 | 未知                      | 宝安区                          | 规划中         | █12号线                                                         | 未知             |
| 上川一路 | 未知                      | 宝安区                          | 规划中         | █20号线                                                         | 未知             |
| 宝安东 | 未知                      | 宝安区                          | 规划中         |                                                                 | 未知             |
| 宝安 | 未知                      | 宝安区                          | 规划中         | █11号线                                                         | 未知             |
| 海韵 | 未知                      | 宝安区                          | 规划中         |                                                                 | 未知             |
| 铲湾中 | 未知                      | 宝安区                          | 规划中         | █15号线                                                         | 未知             |
| 铲湾南 | 未知                      | 宝安区                          | 规划中         | █15号线                                                         | 未知             |
| 前海石 | 未知                      | 南山区                          | 规划中         |                                                                 | 未知             |
| 9号线 |                           |                                 |                |                                                                 |                  |
| 前灣 | Qianwan                   | 南山区 前海深港现代服务业合作区 | 2019年12月8日  | █5号线                                                          | 地下島式月台     |
| 梦海 | Menghai                   | 南山区 前海深港现代服务业合作区 | 2019年12月8日  |                                                                 | 地下島式月台     |
| 怡海 | Yihai                     | 南山区 前海深港现代服务业合作区 | 2019年12月8日  |                                                                 | 地下島式月台     |
| 荔林 | Litchi Orchards           | 南山区                          | 2019年12月8日  |                                                                 | 地下島式月台     |
| 南油西 | Nanyou West               | 南山区                          | 2019年12月8日  |                                                                 | 地下島式月台     |
| 南油 | Nanyou                    | 南山区                          | 2019年12月8日  | █12号线                                                         | 地下雙島式月台   |
| 南山书城 | Nanshan Book Mall         | 南山区                          | 2019年12月8日  |                                                                 | 地下島式月台     |
| 深大南 | Shenzhen University South | 南山区                          | 2019年12月8日  | █15号线                                                         | 地下島式月台     |
| 粤海门 | Yuehaimen                 | 南山区                          | 2019年12月8日  | █13号线                                                         | 地下島式月台     |
| 高新南 | High-Tech South           | 南山区                          | 2019年12月8日  |                                                                 | 地下島式月台     |
| 红树湾南 | Hongshuwan South          | 南山区                          | 2016年10月28日 | █11号线                                                         | 地下双岛式月台   |
| 深湾 | Shenwan                   | 南山区                          | 2016年10月28日 |                                                                 | 地下岛式月台     |
| 深圳湾公园 | Shenzhan Bay Park         | 南山区                          | 2016年10月28日 |                                                                 | 地下双岛式月台   |
| 下沙 | Xiasha                    | 福田区                          | 2016年10月28日 |                                                                 | 地下岛式月台     |
| 车公庙 | Chegongmiao               | 福田区                          | 2016年10月28日 | █1号线 █7号线 █11号线                                           | 地下双岛式月台   |
| 香梅 | Xiangmei                  | 福田区                          | 2016年10月28日 |                                                                 | 地下岛式月台     |
| 景田 | Jingtian                  | 福田区                          | 2016年10月28日 | █2号线                                                          | 地下岛式月台     |
| 梅景 | Meijing                   | 福田区                          | 2016年10月28日 |                                                                 | 地下岛式月台     |
| 下梅林 | Xiameilin                 | 福田区                          | 2016年10月28日 |                                                                 | 地下岛式月台     |
| 梅村 | Meicun                    | 福田区                          | 2016年10月28日 |                                                                 | 地下岛式月台     |
| 上梅林 | Shangmeilin               | 福田区                          | 2016年10月28日 | █4号线                                                          | 地下岛式月台     |
| 孖岭 | Maling                    | 福田区                          | 2016年10月28日 | █10号线                                                         | 地下岛式月台     |
| 银湖 | Yinhu                     | 福田区，罗湖区[3]               | 2016年10月28日 | █6号线                                                          | 地下岛式月台     |
| 泥岗 | Nigang                    | 罗湖区                          | 2016年10月28日 |                                                                 | 地下岛式月台     |
| 红岭北 | Hongling North            | 福田区，罗湖区[3]               | 2016年10月28日 | █7号线                                                          | 地下侧式月台     |
| 园岭 | Yuanling                  | 福田区，罗湖区[3]               | 2016年10月28日 |                                                                 | 地下岛式月台     |
| 红岭 | Hongling                  | 福田区，罗湖区[3]               | 2016年10月28日 | █3号线                                                          | 地下岛式月台     |
| 红岭南 | Hongling South            | 福田区，罗湖区[3]               | 2016年10月28日 | █11号线（需出閘轉乘） 出站前往大剧院站换乘 █1号线 █2号线 █5号线 | 地下岛式月台     |
| 鹿丹村 | Ludancun                  | 罗湖区                          | 2016年10月28日 |                                                                 | 地下岛式月台     |
| 人民南 | Renmin South              | 罗湖区                          | 2016年10月28日 |                                                                 | 地下岛式月台     |
| 向西村 | Xiangxicun                | 罗湖区                          | 2016年10月28日 |                                                                 | 地下叠式侧式月台 |
| 文锦 | Wenjin                    | 罗湖区                          | 2016年10月28日 |                                                                 | 地下岛式月台     |
| 注释 |                           |                                 |                |                                                                 |                  |
| 1↑ 斜体标示的车站，尚未启用。 2↑ 斜体标示的换乘或转乘，尚未启用。 3↑ 车站位于罗湖区，福田区交界处，其中红岭北，园岭，红岭，红岭南位于红岭路，各有一半月台出口分布于两区辖域。银湖站站厅大部分位于罗湖区。 |                           |                                 |                |                                                                 |                  |
| 论 编 |                           |                                 |                |                                                                 |                  |

### 换乘站

#### 已投入使用
- 前灣站：换乘5号线。建設時已作出預留，為L型節點轉乘或大廳轉乘。
- 南油站：换乘12号线。9號線建設时已同步建成12號線部分，為同台轉乘，並設有9、12號線的聯絡線。
- 粤海门站：换乘13号线。建設時已同步建造下层的13号线月台及連接設施。
- 红树湾南站：换乘11号线。與11號線為平行同台換乘，並設有9、11號線的聯絡線。
- 车公庙站：轉乘1号线、7号线和11号线。1號線建設時未作出預留，與其餘三線皆通過大廳通道轉乘；與7號線為平行同台換乘，並設有7、9號線的聯絡線。
- 景田站：轉乘2号线。建設時已作出預留，為十字節點轉乘。
- 上梅林站：换乘4号线。4號線建设期间未作出预留，为大廳通道换乘。
- 孖岭站：换乘10号线。與10號線為通道換乘，並設有9、10號線的聯絡線。
- 银湖站：换乘6号线。
- 红岭北站：轉乘7号线。建設时已同步实施，为十字型节点式轉乘。
- 红岭站：轉乘3号线。3號線建設時未作出預留，為大廳通道轉乘。

#### 将会成为换乘站的车站
- 深大南站：换乘15号线。建設時未作出預留，轉乘方式未知。
- 红树湾南站：换乘29号线。建設時未作出預留，轉乘方式未知。

- 红嶺南站：换乘11号线。建設時未作出預留，預計開通初期需要出閘轉乘，並預留通道轉乘。
- 文錦站：换乘25号线。25號綫二期為遠期線路，本线建设时未作出預留。

## 班次
9號綫開通初期，班次為10分鐘一班。2016年11月28日起，在早晚高峰時段加開9趟列車，令該段時段班次加密為5分鐘一班。

## 車站設施
本站各站廳都設有洗手間，位於其中一個出入口旁。部分車站（如車公廟站）更在月台設有洗手間。

## 事故
2017年10月28日晚，深湾片区某小区内钻探施工时，打穿地铁9号线深湾站至深圳湾公园站区间（往文锦方向）隧道导致大量涌泥。经调查，本事故主要由施工方违反规定，在未向地铁集团报批的情况下擅自组织施工导致。此次事件并未造成人员伤亡，无设备因此事件而受损。

## 未来发展
2019年，深圳市发改委修订轨道交通规划，本线将西延到西乡大铲湾，然后向东北延伸到宝安公园。